# Barraca A-07
La barraca A-07 és una barraca de vinya del municipi de Subirats (Alt Penedès), situada al camí de la Guàrdia, a Sant Pau d'Ordal.
És una construcció aixecada en pedra seca, de planta circular i forma troncocònica, de 4,10 x 3,80 m de diàmetre a la base i una alçada màxima de 2,33 m. La construcció és de la tipologia de sostre de falsa cúpula. Té dues espitlleres. El portal, de llinda simple, està  orientat al sud, té una alçada de 120 cm, una amplada de 58 cm i un gruix de 70 cm. a la coberta hi ha lliris blaus.
El codi utilitzat en la denominació d'aquesta barraca (lletra + número) procedeix d'un estudi realitzat per Araceli Soler i Jaume Rovira, que intenta sistematitzar la informació sobre aquests elements arquitectònics al terme de Subirats.